# هزینه (فیلم)
«هزینه» (انگلیسی: The Cost) یک فیلم است که در سال ۱۹۲۰ منتشر شد.